# Danza dels Nanos del Corpus Christi de Valencia

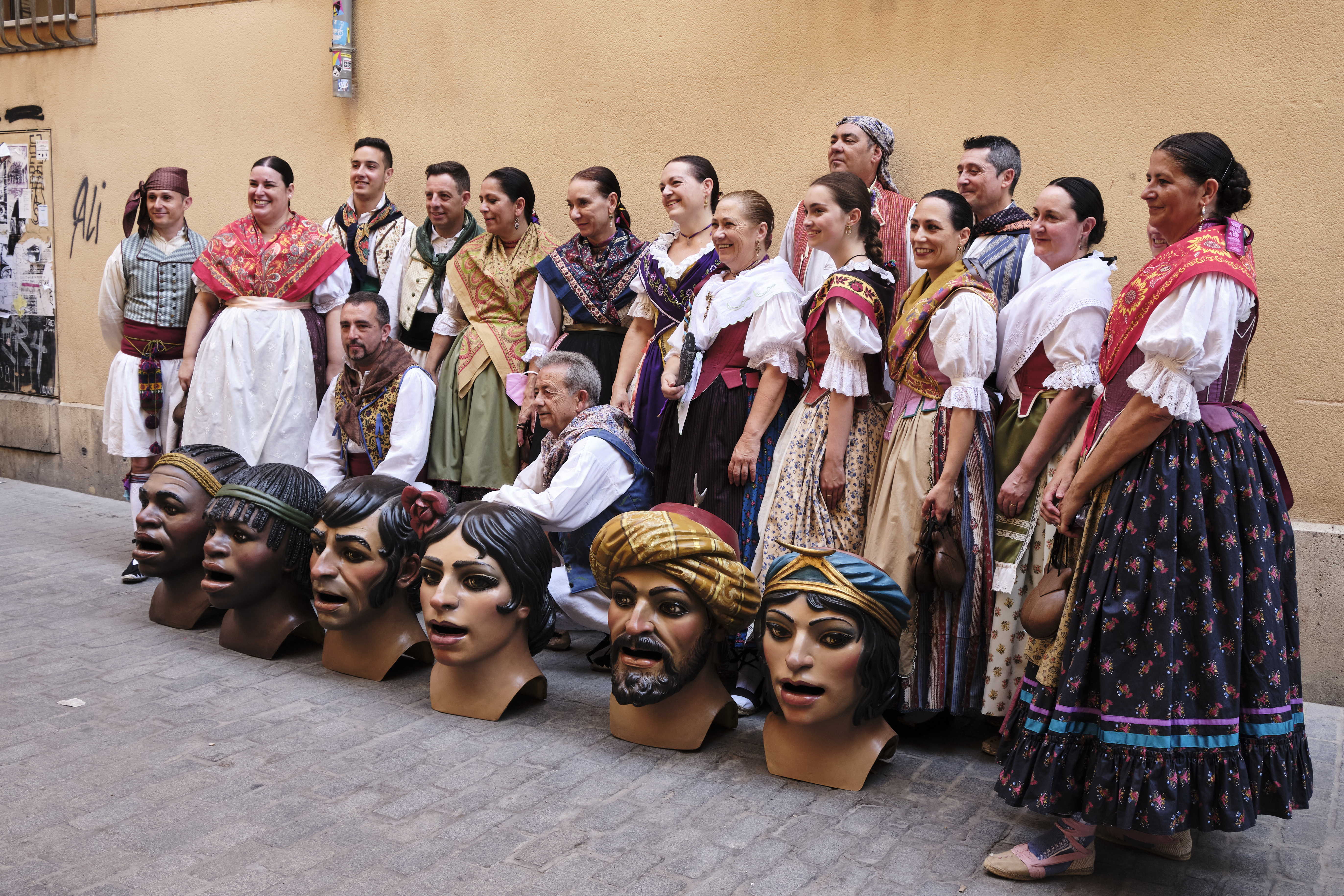
Grupo de danzantes de la Danza de los Nanos antes de su participación en la Cabalgata del Convit, mañana del domingo de Corpus de 2022 en Valencia.

La Danza de los Nanos, es una de las danzas más antiguas que forma parte de los actos celebrativos del Corpus Christi en la ciudad de Valencia. Esta danza nació en la segunda mitad del siglo XVI. Los nanos o cabezudos, al igual que ocurre con los Gigantes, son uno de los grupos que han perdurado en la procesión del Corpus desde su inicio hasta nuestros días.
Pese a ello, el baile que realizan los cabezudos ha ido cambiando con el tiempo, padeciendo un proceso de desvirtualización hasta convertirse en un mero desfile con algunos pasos desorganizados que poco se asemejan al esquema tradicional del baile.

## Historia
Según documentación existente (folleto “El Corpus Valenciano” Relación histórico-descriptiva de la Procesión (1955) de Vicente Ferrer Olmos, Valencia 1955 Tall. Gráfs. Mari Montaña) tanto cabezudos como gigantes se incorporan a la procesión en el siglo XVI, y entre ellos figuran diferentes razas que intentan ser una representación de las cuatro partes del mundo: Europa, Asia, América y África, y que simbolizan la adoración universal a la Eucaristía.  La primera pareja de Nanos, como las cuatro parejas de Gigantes, se introdujeron en la Procesión del Corpus de Valencia en 1589 como también se estaba haciendo en otras procesiones castellanas, y,  como ocurre con los Gigantes, nunca estuvo ligada a ningún Misterio.
Pero, pese al posible y documentado origen de estos personajes en Castilla, y su incorporación a esta festividad por imitación a otras fiestas castellanas, en lo que respecta a la danza que es por ellos ejecutada, no se puede negar su origen en Valencia, originaria posiblemente en la segunda mitad del siglo XVII.
La primera pareja introducida en el séquito festivo, danzaba, como también lo hacían los cuatro parejas gigantes,  por su cuenta los bailes de moda en la tradición popular del siglo XVI: bajas, zarabandas, chaconas y otras más, que ensayaba el maestro de baile Ferrando Sanchis, y desfilaba al inicio de la procesión, tal como ha sucedido luego en todo momento.
En 1659, en ocasión de la fiesta extraordinaria por la canonización de Santo Tomás de Villanueva, a la que concurrió la comparsa de Nanos y Gigantes (denominados Jagants en aquella época) del Corpus, se incorpora una segunda pareja.  Y es en 1666 cuando se completó su número actual, de tres parejas, al introducir la tercera y última.
El baile o danza “dels Nanos”, era interpretada por hombres adultos, incluso los cabezudos que simbolizaban mujeres eran interpretados por hombres, como ocurría en la danza de la Moma, y al igual que ésta, el baile dels Nanos era interpretado en las calles donde vivía gente prominente de la ciudad, que pagaban con gusto estas representaciones, de ahí la expresión “Li agrada que li ballen els nanos”, para referirse a la gente que le gusta ser adulada.

## Descripción de la danza
Los Nanos formaban tres parejas, que estaban caracterizados como turcos, moros y negros representación de Asia, África y América, su atuendo se complementa con unas enormes castañuelas que tocan al compás de la música del tamboril  y la dulzaina. El acompañamiento musical estaba a cargo de “tabelets i dolçaines” , con melodías en dos partes diferenciadas, la primera, binaria, tranquila y ceremoniosa; por su parte la segunda, ternaria, presenta un movimiento más animado, que es conocido como el “Fandanguet”, que según opinión del Padre Baixauli, coincide con el final de la “Xàquera Vella”. Además, la melodía inicial se utiliza para hacer un trenzado que da lugar a diversas figuras.
- Baile de ensayo en la puerta de la Casa de las Rocas.

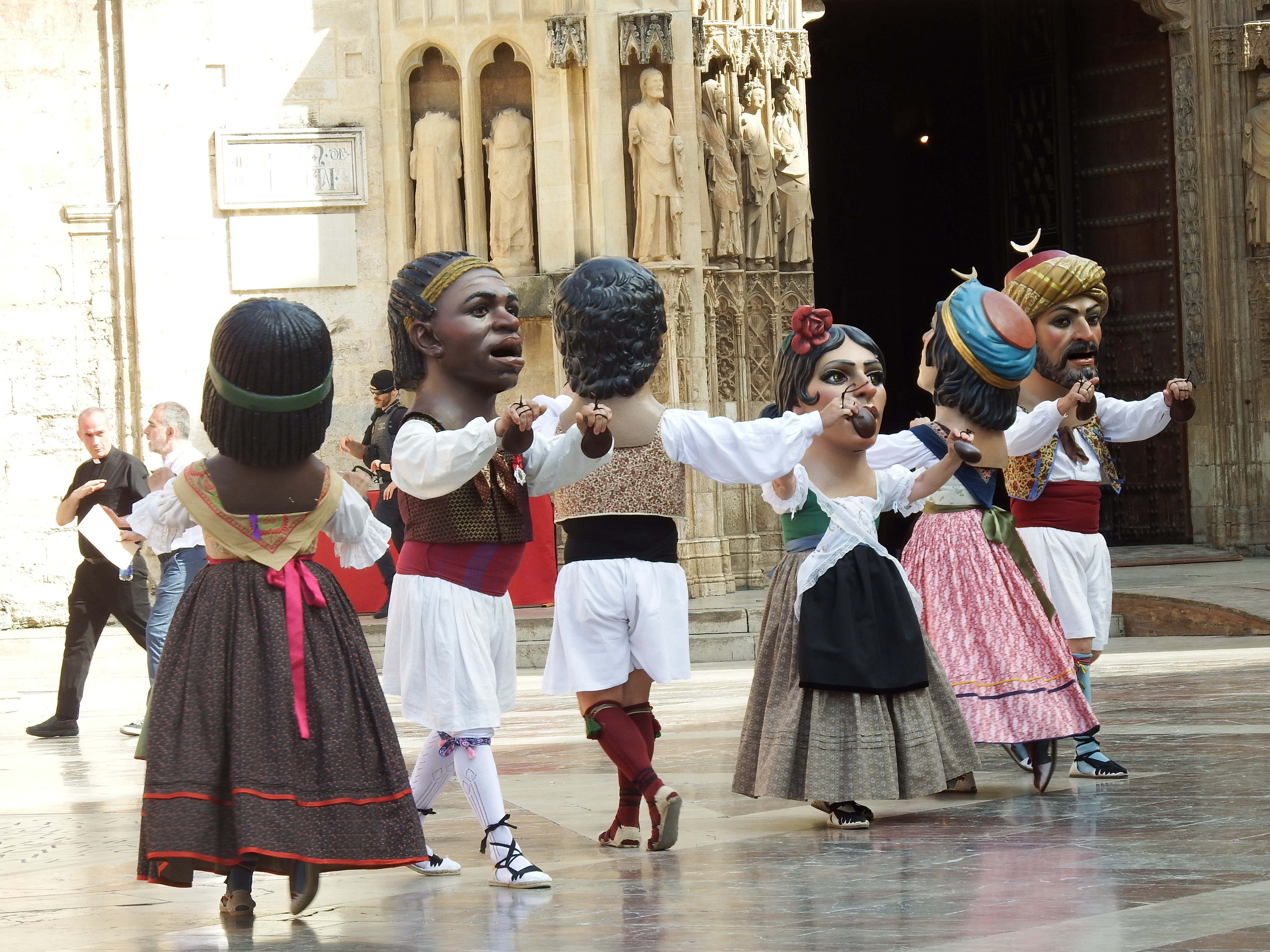
Bailando el día de Corpus antes de la procesión en la plaza de la Virgen
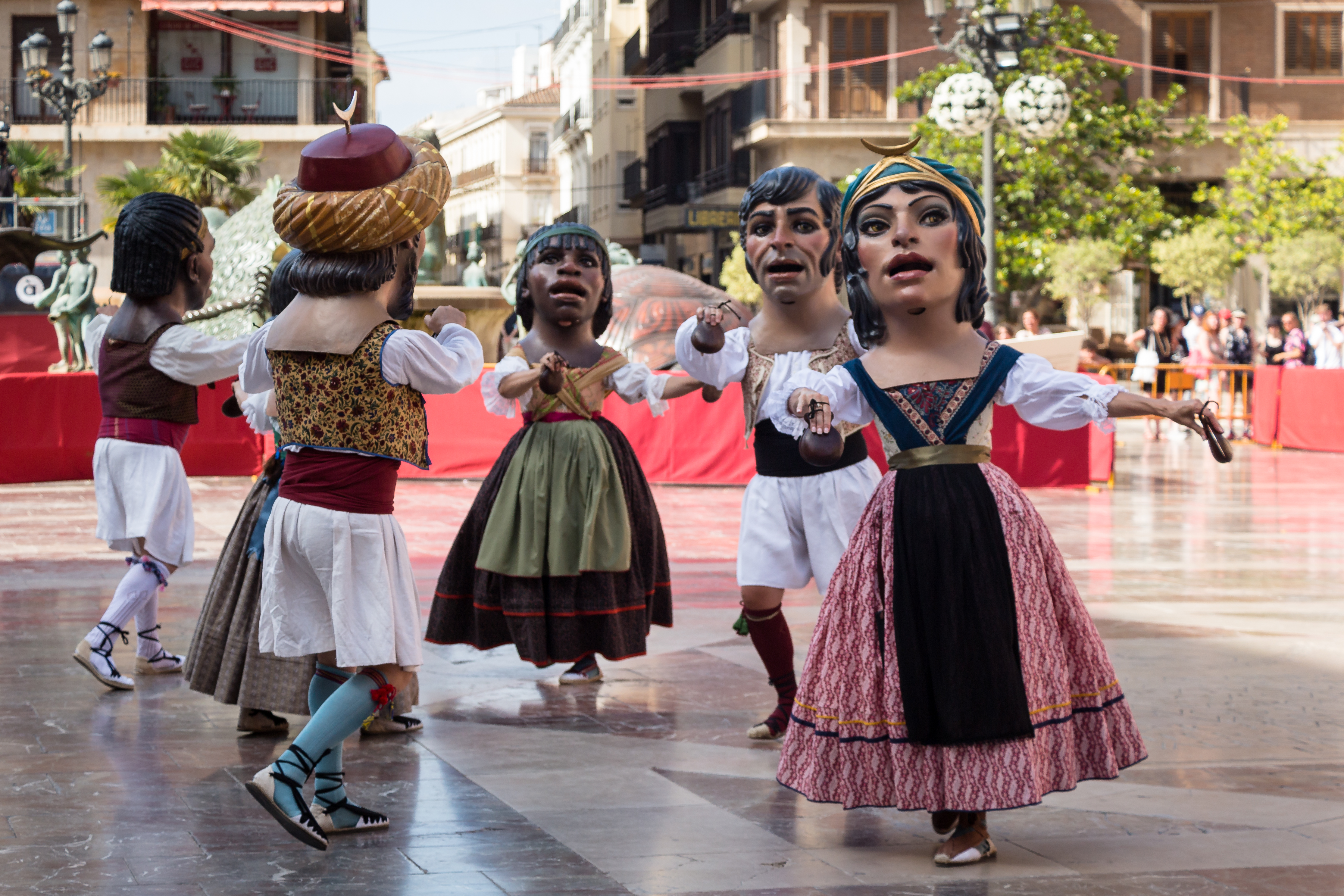
Danza dels Nanos en la plaza de la Virgen
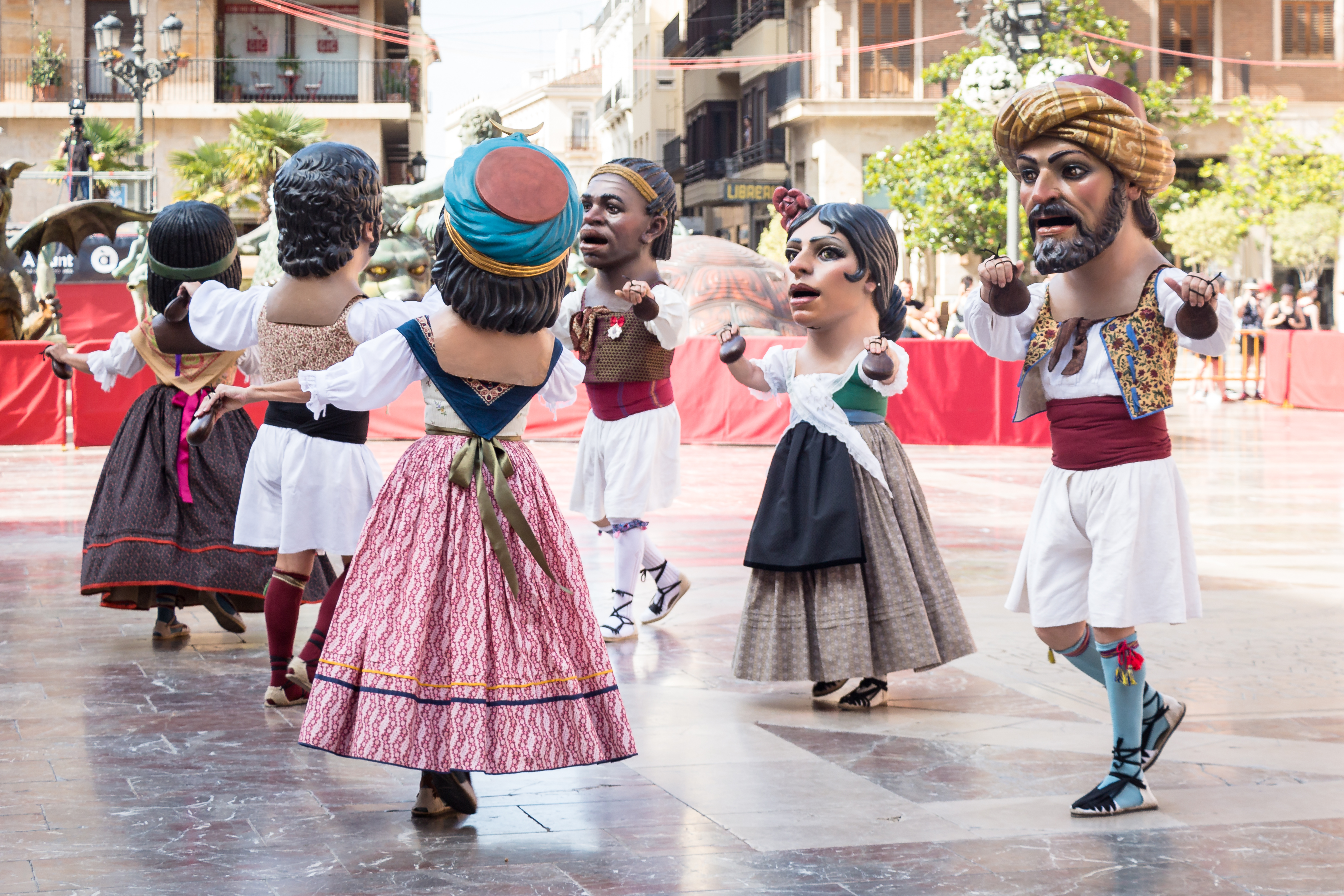
La Danza dels Nanos en los momentos previos a la Procesión del Corpus
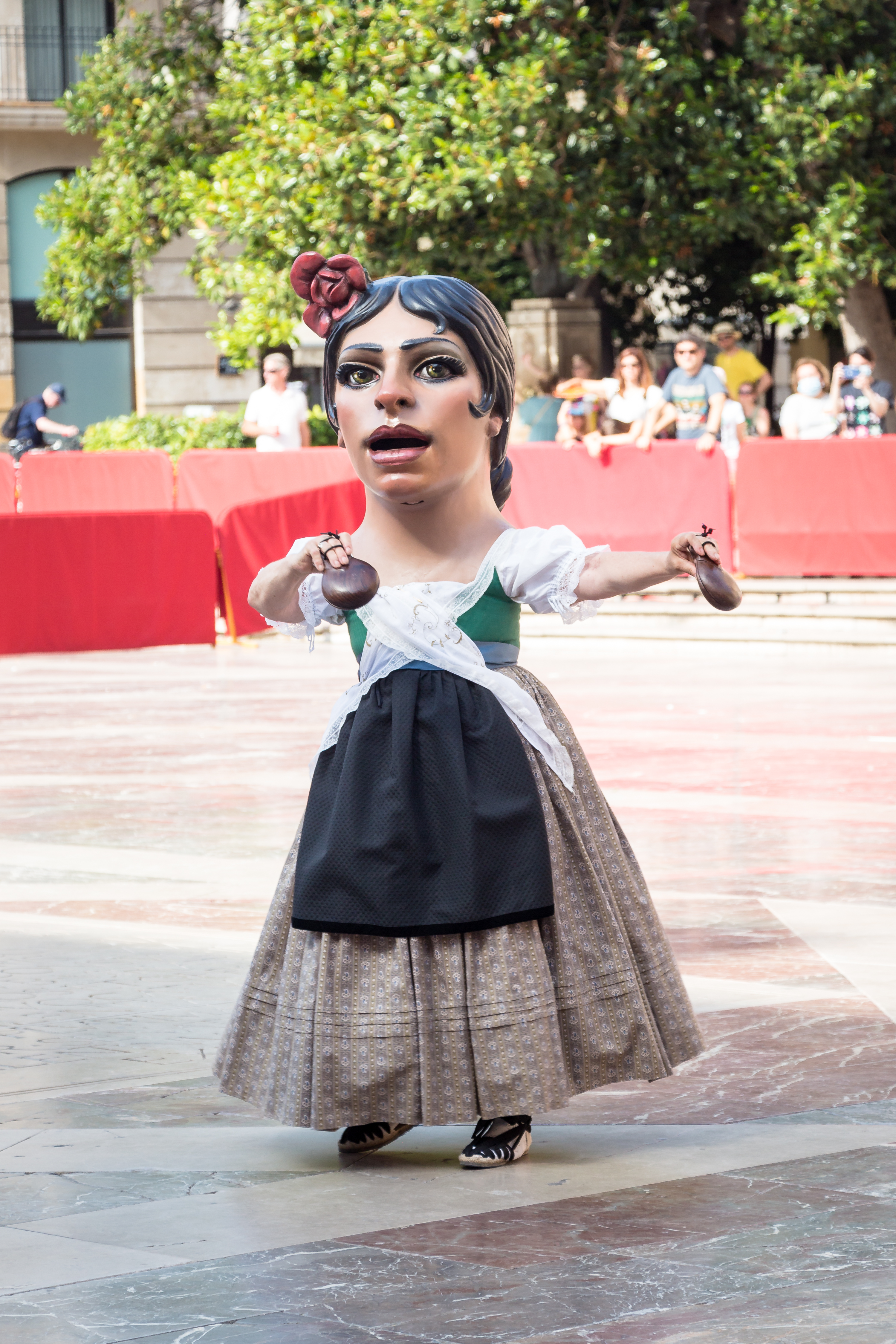
Danzante mujer
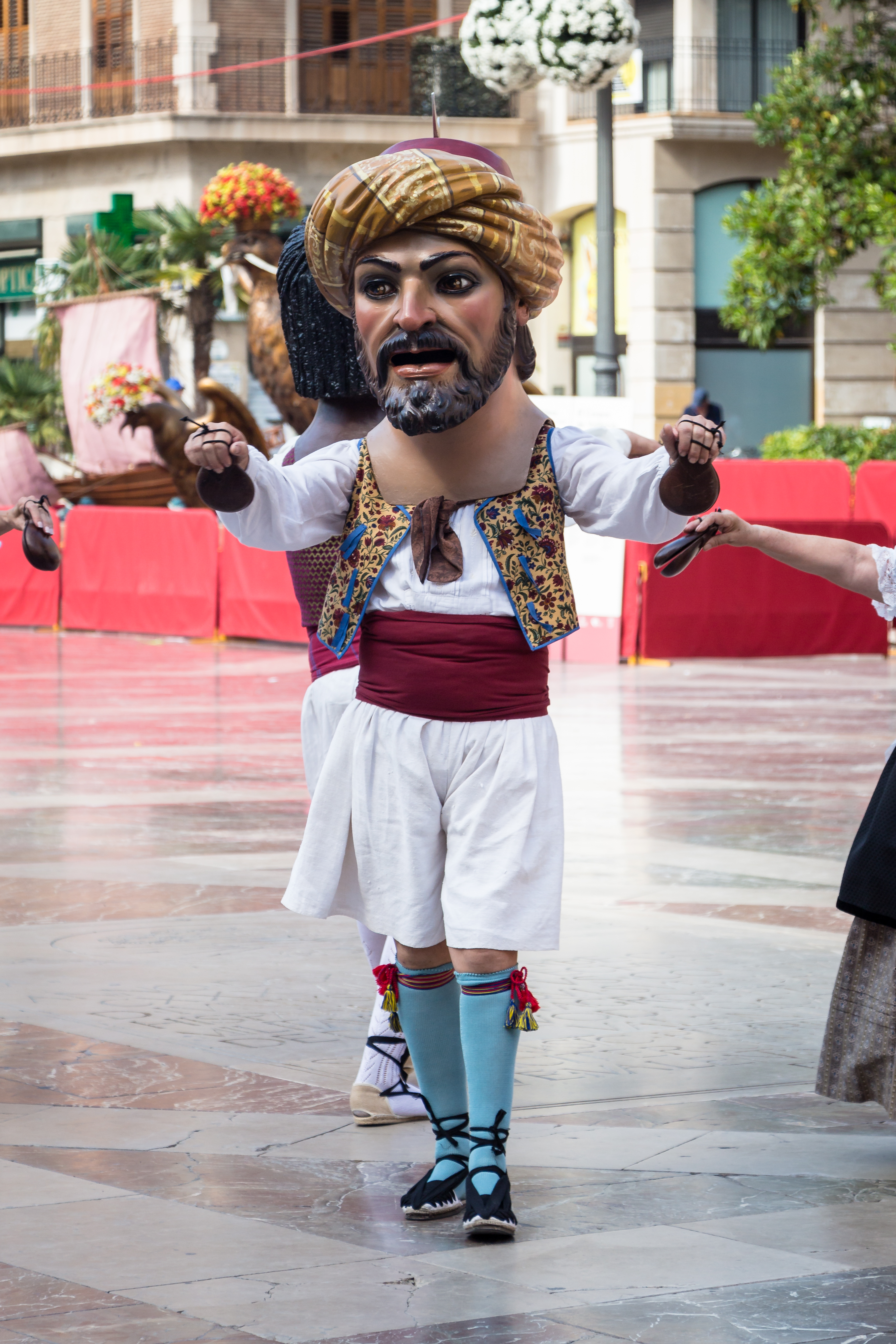
Danzante hombre

Esta danza, desvirtualizada, se intentó restaurar en su esquema a partir de 1977, gracias al esfuerzo, entre otros, de Manuel Jesús-María Baselga, que restauró el esquema original de la danza. También hay que tener en cuenta la importante participación de Fermín Pardo Pardo en este proceso de restauración de las danzas del Corpus de Valencia. En ese año los danzantes fueron tres hombres y tres mujeres,  Concha Ortega, Loles Giner y Pilar Dauder,; las figuras masculinas las interpretaron: Sebastià Crespo, José Ángel Jesús-María y Manel Jesús-María.
Durante toda la danza se utiliza un solo paso, que se adapta a las dos formas de la melodía, tanto binaria como ternaria, coincidiendo con el paso que suele ser más empleado en el estribillo de la jota.